# Juan Antonio Roca
Juan Antonio Roca (Cartagena, 30 de noviembre de 1953) es un ex-político español.

## Biografía
Fue asesor del área de Urbanismo del Ayuntamiento de Marbella, exgerente de urbanismo del Ayuntamiento durante el gobierno de Jesús Gil. 
Es el cabecilla de toda la trama del caso Malaya de la que fue condenado en firme. Además ha sido condenado en firme por los casos Saqueo 1, Minutas, Belmonsa, Urquía y el ya mencionado Malaya. A través de su testaferro Montserrat Corulla, controlaba el dinero que producían los impuestos municipales de Marbella y lo invertía en coches de lujo, propiedades inmobiliarias de lujo en Madrid y varios caprichos en obras de arte altamente valiosas.
Fue imputado por malversación, blanqueo de capitales y cohecho. El juez le ordenó prisión incondicional sin fianza el 31 de marzo de 2006. En febrero de 2019 se le concede el tercer grado y sale de prisión.